# Apostolisch vicariaat Pucallpa
Het apostolisch vicariaat Pucallpa (Latijn: Vicariatus Apostolicus Pucallpaënsis) is een rooms-katholiek apostolisch vicariaat met als zetel Pucallpa, in Peru. Het apostolisch vicariaat is vrijgesteld en valt als immediatum direct onder de Heilige Stoel, zonder te behoren tot een kerkprovincie. 

## Geschiedenis
Het apostolisch vicariaat werd opgericht op 2 maart 1956, uit delen van het apostolisch vicariaat Ucayali. 

## Parochies
Het apostolisch vicariaat had in 2020 een oppervlakte van 52.168 km2 en telde 644.575 inwoners waarvan 69,9% rooms-katholiek was.

## Apostolisch vicarissen
- Joseph Gustave Roland Prévost Godard (11 november 1956 - 23 oktober 1989)
- Juan Luis Martin Buisson (23 oktober 1989 - 8 september 2008; coadjutor sinds 18 april 1986)
- Gaetano Galbusera Fumagalli (8 september 2008 - 31 juli 2019; coadjutor sinds 18 juli 2007)
- Augusto Martín Quijano Rodríguez (31 juli 2019 - heden)